# Берёзовская волость (Александрийский уезд)
Березовская волость — административно-территориальная единица Александрийского уезда Херсонской губернии.

## Характеристика
По состоянию на 1886 год состояла из 11 поселений, 11 сельских общин. Население 1236 человек (655 мужского пола и 581 женского), 235 дворовых хозяйств.
|                        | Площадь, дес. | В том числе пахотной, дес. |
| ---------------------- | ------------- | -------------------------- |
| Сельских общин         | 1669          | 1235                       |
| Частной собственности  | 12 324        | 3240                       |
| Казённой собственности | -             | -                          |
| Другой собственности   | 88            | 23                         |
| Всего                  | 14 081        | 4498                       |

Самые большие поселения волости:
- Берёзовка (Керешена)[1] — село при реке Берёзовка в 70 верстах от уездного города, 207 человек, 43 двора. За 1½ версты — православная церковь.